# Словения на летних Олимпийских играх 2000
Словения принимала участие в Летних Олимпийских играх 2000 года в Сиднее (Австралия) в третий раз за свою историю, и завоевала две золотые медали.

## 01!Золото
- Стрельба, мужчины — Раймонд Дебевец.
- Гребля, мужчины — Изток Чоп и Лука Шпик.

## Результаты соревнований

### Академическая гребля
В следующий раунд из каждого заезда проходили несколько лучших экипажей (в зависимости от дисциплины). В финал A выходили 6 сильнейших экипажей, остальные разыгрывали места в утешительных финалах B-D.
Мужчины
| Соревнование  | Спортсмены                 | Предварительный заезд | Предварительный заезд | Предварительный заезд | Отборочный заезд | Отборочный заезд | Отборочный заезд | Полуфинал | Полуфинал | Полуфинал | Финал   | Финал   | Итоговое место |
| Соревнование  | Спортсмены                 | Заезд                 | Время                 | Место                 | Заезд            | Время            | Место            | Заезд     | Время     | Место     | Время   | Место   | Итоговое место |
| ------------- | -------------------------- | --------------------- | --------------------- | --------------------- | ---------------- | ---------------- | ---------------- | --------- | --------- | --------- | ------- | ------- | -------------- |
| двойки        | Миха Пирих Грегор Срачньек | 3                     | 6:55,82               | 4                     | 1                | 6:50,49          | 3 Q              | 2         | 6:49,79   | 5         | Финал B | Финал B | 11             |
| двойки        | Миха Пирих Грегор Срачньек | 3                     | 6:55,82               | 4                     | 1                | 6:50,49          | 3 Q              | 2         | 6:49,79   | 5         | 6:40,23 | 5       | 11             |
| двойки парные | Лука Шпик Изток Чоп        | 2                     | 6:24,92               | 1 Q                   | не участвовали   | не участвовали   | не участвовали   | 1         | 6:16,41   | 1 QA      | Финал A | Финал A | 1              |
| двойки парные | Лука Шпик Изток Чоп        | 2                     | 6:24,92               | 1 Q                   | не участвовали   | не участвовали   | не участвовали   | 1         | 6:16,41   | 1 QA      | 6:16,63 | 1       | 1              |

### Плавание
В следующий раунд на каждой дистанции проходили лучшие спортсмены по времени, независимо от места занятого в своём заплыве.
Мужчины
| Спортсмен        | Соревнование        | Предварительные заплывы | Предварительные заплывы | Полуфиналы | Полуфиналы | Финал     | Финал     |
| Спортсмен        | Соревнование        | Результат               | Место                   | Результат  | Место      | Результат | Место     |
| ---------------- | ------------------- | ----------------------- | ----------------------- | ---------- | ---------- | --------- | --------- |
| Юре Бучар        | 400 м вольный стиль | 4:00,19                 | 35                      |            |            | Не прошёл | Не прошёл |
| Блаж Медвешек    | 100 м на спине      | 57,26                   | 32                      | Не прошла  | Не прошла  | Не прошла | Не прошла |
| Марко Миленкович | 400 м комплекс      | 4:26,62                 | 30                      |            |            | Не прошёл | Не прошёл |

Женщины
| Спортсменка   | Соревнование | Предварительные заплывы | Предварительные заплывы | Полуфиналы | Полуфиналы | Финал     | Финал     |
| Спортсменка   | Соревнование | Результат               | Место                   | Результат  | Место      | Результат | Место     |
| ------------- | ------------ | ----------------------- | ----------------------- | ---------- | ---------- | --------- | --------- |
| Наташа Кейжар | 100 м брасс  | 1:10,44                 | 15                      | 1:10,66    | 16         | Не прошла | Не прошла |

### Стрельба
Спортсменов — 2
После квалификации лучшие спортсмены по очкам проходили в финал, где продолжали с очками, набранными в квалификации. В некоторых дисциплинах квалификация не проводилась. Там спортсмены выявляли сильнейшего в один раунд.
Мужчины
| Спортсмен     | Соревнование | Квалификация | Место | Финал     | Место     | Всего | Место |
| ------------- | ------------ | ------------ | ----- | --------- | --------- | ----- | ----- |
| Андраж Липоль | Трап         | 106          | 32    | Не прошёл | Не прошёл | 106   | 32    |

Женщины
| Спортсмен       | Соревнование   | Квалификация | Место | Финал     | Место     | Всего | Место |
| --------------- | -------------- | ------------ | ----- | --------- | --------- | ----- | ----- |
| Наталья Предник | Винтовка, 10 м | 391          | 20    | Не прошла | Не прошла | 391   | 20    |